# Žižkovská noc
Žižkovská noc je český zimní multižánrový festival, který se odehrává v klubech, divadlech, barech a hospodách pražské čtvrti Žižkov. Do roku 2014 byl festival zaměřený převážně na hudbu a byl jednodenní. Od roku 2015 se stal dvoudenním a rozšířil své zaměření na divadlo a literaturu.
Od prvního ročníku také probíhá paralelní letní verze festivalu, avšak v daleko menším rozsahu než zimní. V roce 2011 festival navštívilo okolo 1200 lidí, v roce 2013 přesáhla návštěvnost festivalu 5000 lidí a o dva roky později byla překonána meta 10000 návštěvníků.
Festival Žižkovská noc je zaměřený především na alternativní a subkulturní kulturu. Počet scén festivalu se každý rok mění, od 4 klubů a 1 hospody v prvním ročníku až přes 60 klubů, hospod, divadel, barů, kaváren, squatu Klinika a dalších prostor v roce 2017. Alternativními prostory byly v historii například Nákladové nádraží Žižkov (2014) či Venuše ve Švehlovce.

## Ročníky
| Rok  | Datum          | Účastníků | Vybraní interpreti |
| ---- | -------------- | --------- | --- |
| 2011 | 25. únor       | 1200      | - Rattle Bucket - Koblížci - Unifiction - Green Smatroll - Bug'n'Dub - Shogun Tokugawa - Kissing the Gravestone - Skywalker - Zelená Konev - a další                                                                          |
| 2012 | 24. únor       | 3500      | - Imodium - Hentai Corporation - Niceland - Till We Drop - Discoballs - Bud'n'Dub - Bek Ofis - River Jordan - Koblížci - Chaotic - První hoře - a další                                                                       |
| 2013 | 1. březen      | 5000      | - James Cole - Čoko Voko - Zoči Voči - N.V.Ú. - Bounce! Bounce! - All Faces Down - Discoballs - Prague Conspiracy - Rattle Bucket - a další                                                                                   |
| 2014 | 15. březen     | 7000      | - Sunshine - Vladimír 518 - The Spankers - Xavier Baumaxa - Prague Conspiracy - Poletíme? - From Our Hands - Houba - Záviš - a další                                                                                          |
| 2015 | 13.–14. březen | 10000     | - Vltava - Vladimír 518 - Kurtizány z 25. Avenue - James Cole - The.Switch - Švihadlo - Insania - Traband - Znouzectnost - Zoči Voči - Rocky Leon - Květy - První Hoře - Prague Conspiracy - Discoballs - Skywalker - a další |